# Geodis BM
Pour les articles homonymes, voir Geodis (homonymie).
 (avril 2025).
Motif : Pas de sources
- Archive Wikiwix
- Bing
- Cairn
- DuckDuckGo
- E. Universalis
- Gallica
- Google
- G. Books
- G. News
- G. Scholar
- Persée
- Qwant
- (zh) Baidu
- (ru) Yandex
- (wd) trouver des œuvres sur Wikidata

| 1. | Préciser le motif de la pose du bandeau. | Précisez le motif de la pose du bandeau en utilisant la syntaxe suivante : {{admissibilité à vérifier\|date=avril 2025\|motif=remplacez ce texte par le motif}}                |
| 2. | Informer les utilisateurs concernés.     | Pensez à avertir le créateur de l'article, par exemple, en insérant le code ci-dessous sur sa page de discussion : {{subst:avertissement admissibilité à vérifier\|Geodis BM}} |

Bourgey Montreuil BM (dénomination commerciale Geodis BM)  est une société de transport  du groupe Geodis. Son siège social est à Méry dans le département de la Savoie.

## Historique
La société savoyarde Bourgey-Montreuil est une entreprise chambérienne créée en 1931 par Léon Bourgey et son gendre, Charles Montreuil.

## Liste des marchés de l'entreprise
Les marchés sont les suivants :
- Marché Automobile
- Marché Chimie
- Marché Grande distribution et biens de consommation
- Marché Industrie
- Marché Presse